# 阿南共栄病院
阿南共栄病院（あなんきょうえいびょういん）は、徳島県阿南市羽ノ浦町中庄にあるJA徳島厚生連運営の病院であった。同厚生連の運営する阿南中央病院と共に2019年（平成31年）4月30日をもって閉院。翌日の2019年（令和元年）5月1日早朝より入院患者の移送を行い、既存の(旧)阿南中央病院建屋及び東隣に新築された東館をもって阿南医療センターとして開院した。

## 沿革
- 1936年（昭和11年）11月28日 - 保証責任阿南利用購買組合連合会共栄病院開設認可
- 1937年（昭和12年）6月9日 - 共栄病院開院
- 1943年（昭和18年）9月9日 - 県信用購買販売利用組合連合会に合併
- 1943年（昭和18年）11月 - 共栄病院を阿南共栄病院に改称
- 1943年（昭和18年）12月1日 - 徳島県農業会に統合
- 1948年（昭和23年）8月14日 - 徳島県農業会解散。徳島県厚生農業協同組合連合会設立
- 1949年（昭和24年）4月 - インターン病院に指定
- 1951年（昭和26年）8月 - 徳島県厚生連、公的医療機関開設者として指定
- 1951年（昭和26年）12月 - 県厚生連で労使紛争。阿南共栄病院は労使紛争の病院拠点
- 1952年（昭和27年）5月 - 労使紛争事案収まる
- 1963年（昭和38年）5月10日 - 救急告示病院指定
- 1966年（昭和41年）3月19日 - 病院全面改築工事完了
- 1966年（昭和41年）4月 - 総合病院となる
- 1967年（昭和42年）4月12日 - 高等看護学院開院
- 1971年（昭和46年）5月10日 - 「銀木犀」発刊（共栄病院30周年誌）

（開院記念として旧本館の玄関に植樹され、新本館の前に移植されている銀木犀にちなんで）
- 1974年（昭和49年）4月1日 - 病院群輪番制病院
- 1990年（平成2年）9月10日 - 救急医療功労者として県知事表彰
- 1991年（平成3年）9月9日 - 救急医療施設功労者として厚生大臣表彰
- 1993年（平成5年）12月22日 - 五十五年の歩み（銀木犀Ⅱ）発刊
- 1997年（平成9年）9月1日 - 開放型病院
- 2002年（平成14年）3月31日 - 高等看護学院閉校
- 2013年（平成25年）11月 - JA徳島厚生連、阿南医師会、阿南市「医療センター設立に向けての覚書」締結、「建設委員会」設置。
- 2014年（平成26年）12月 - 阿南医療センター「基本計画」策定
- 2017年（平成29年）6月8日 - 開院80周年記念行事
- 2019年（平成31年）4月30日 - 閉院

## 歴史
昭和初頭の農村困窮の中から農民の保健と生活向上を目的として、那賀郡（当時）を中心に医療組合設立の運動が起きた。昭和11年7月に阿南利用購買組合連合会が設立され、翌年の昭和12年6月に共栄病院の開設が実現した。当時は県内唯一の組合病院であった。医局は名古屋医科大学の協力で、内科、外科、産婦人科、耳鼻咽喉科、レントゲン科（小児科、皮膚泌尿器科兼任）をもって編成され農村医療の向上につとめた。
日支事変（日中戦争）や大東亜戦争（太平洋戦争）の戦局悪化による戦時体制強化に伴う統制令により、経営は県信用購買販売利用組合連合会に移管され、日ならずして更に県農業会へと移管された。戦後、徳島市内の病院は空襲を受けて壊滅していたが、郡部に在って戦火を免れた阿南共栄病院は戦後混乱期の中に唯一の大病院として大勢の患者が押し寄せた。昭和23年8月、農業協同組合法に基づく県厚生農業協同組合連合会（厚生連）が設立され、阿南共栄病院は県農業会よりの引継ぎ資産として他の農業会病院（麻植協同、海南厚生、阿波、海部、三岐田）とともに厚生連に引き継がれた。
戦後処理による引継ぎの欠陥や戦後の病院基準令に基づく施設基準整備への資金不足が原因として経営上の問題が浮上、やがて経営問題に絡む労使紛争が起きる。争議は阿南共栄病院を中心として、昭和26年12月末から約半年間に渡り続いた。昭和27年3月、病院職員総辞職。臨時職員を当てた運営を行い、同年7月新たに職員を採用。同年9月役員の全面交代を行った。争議終結後、近隣住民の強い病院不信と反発が起き、この混乱に悪質患者が乗じて長い間病院運営上悩まされることになる。戦後の混乱や労使紛争後の諸問題は徐々に解消され、困難を伴ったが徳島大学の協力で医局の充実や安定を図った。病棟の増設や増床を行い昭和38年には累積赤字を解消。昭和41年3月、病院敷地内に全面新築し近代化を行った。以後、2号館、3号館、本館東棟を増設。

## 阿南医師会中央病院との統合
平成20年頃には阿南共栄病院・阿南医師会中央病院ともに医師の高齢化と医師不足が進んだ。医師会中央病院においては輪番救急体制の全面維持が困難となり、日によっては阿南市の二次救急指定病院が空白となる。このような状況から、平成21年12月にJA徳島厚生連、阿南市医師会および阿南市は、救急医療をはじめとする地域医療体制の将来的な維持は困難であるとの共通認識のもと、地域医療の在り方や両病院の連携の方策などについて協議や検討を行う「阿南市の地域医療を考える会」を設置。しかし、三者の思惑もあって結論が見いだせない状況が継続。その後、阿南共栄病院の一部施設に耐震化問題が浮上し、両病院とも医師の高齢化と医師不足の問題が深刻化する中で、平成25年3月、阿南医師会が阿南医師会中央病院の資産と経営権等を譲渡する旨の申し入れ。数十回にわたる三者協議の結果、平成25年11月「医療センター設立に向けての覚書」の締結と、医療センター設立に向けた「建設委員会」を設置。
平成26年12月、医療センターの基本理念・基本方針、主要機能、診療科目、病床規模を明記した「基本計画」策定。平成28年3月、医師会からJA徳島厚生連に阿南医師会中央病院の資産および経営権譲渡する旨の「譲渡契約書」締結。平成28年4月1日から阿南医師会中央病院はJA徳島厚生連「阿南中央病院」となる。阿南市は両病院の円滑な統合を図るように調整役を果たし、阿南医療センター施設等整備事業として補助金を交付。徳島県も阿南医療センター整備支援事業として補助金を交付した。
平成31年4月30日、阿南共栄病院、阿南中央病院ともに閉院。
令和元年5月1日、早朝から阿南共栄病院の入院患者を移送し、(旧)阿南中央病院既存棟と東隣に新設した東館で構成される「阿南医療センター」開院。

## 病床数
- 343床（一般病床）

## 診療科
- 内科
- 消化器科
- 小児科
- 外科
- 肛門科
- 整形外科
- 脳神経外科
- 産婦人科
- 耳鼻咽喉科
- 眼科
- 皮膚科
- 形成外科
- 泌尿器科
- 放射線科
- リハビリテーション科
- 麻酔科